# 7456 Doressoundiram
7456 Doressoundiram (1982 OD) là một tiểu hành tinh vành đai chính được phát hiện ngày 17 tháng 7 năm 1982 bởi E. Bowell ở trạm Anderson Mesa thuộc Đài thiên văn Lowell.